# Den Digitale Taskforce
Den Digitale Taskforce var en enhed i Finansministeriet. Den blev oprettet i august 2001 for at fremme digital forvaltning som led i det såkaldte Projekt Digital Forvaltning og havde i en årrække et koordinerende ansvar for digitaliseringen af den offentlige sektor. Den Digitale Taskforces opgaver varetages siden 2011 af Digitaliseringsstyrelsen.
Den Digitale Taskforce refererede trods placeringen i Finansministeriet til den fællesoffentlige Bestyrelse for digital forvaltning bestående af en departementschefer for Finansministeriet, Ministeriet for Videnskab, Teknologi og Udvikling og en række andre ministerier samt administrerende direktører for KL og Amtsrådsforeningen (nu Danske Regioner). Indtil de blev medlemmer af KL, indgik også repræsentanter for Københavns Kommune og Frederiksberg Kommune.
Den Digitale Taskforce beskæftigede ca. 20 medarbejdere, der var indstationeret fra en række ministerier og de kommunale organisationer.